# Шиї-Мазарен (кантон)
Шиї́-Мазаре́н (фр. Chilly-Mazarin) — кантон у Франції, в департаменті Ессонн регіону Іль-де-Франс.

## Склад кантону
Кантон включає в себе 3 муніципалітети:
| Муніципалітет | Площа | Населення, осіб | Рік  |
| ------------- | ----- | --------------- | ---- |
| Віссу         | 9,11  | 5112            | 2007 |
| Моранжис      | 4,8   | 11511           | 2007 |
| Шиї-Мазарен   | 5,57  | 18577           | 2007 |

## Консули кантону
| Період    | Консул       | Посада                         |
| --------- | ------------ | ------------------------------ |
| 1985—1998 | Claude Bigot |                                |
| 1998—2011 | Gérard Funès | Мер муніципалітету Шиї-Мазарен |

| Франція | Це незавершена стаття з географії Франції. Ви можете допомогти проєкту, виправивши або дописавши її. |